# Биберштайн, Арно
Арно Биберштайн (нем. Arno Bieberstein; 17 октября 1886, Магдебург, Пруссия — 4 октября 1918, Магдебург, Бранденбург) — немецкий пловец, чемпион летних Олимпийских игр 1908.
На Играх 1908 участвовал только в плавании на 100 м на спине. Стал чемпионом в этой дисциплине, установив в финале новый олимпийский рекорд.
Помимо этого, три раза побеждал на чемпионатах Германии с 1905 по 1907 года в плавании на спине.